# Jasmundzka Struga
Jasmundzka Struga – potok o długości ok. 0,9 km w północno-zachodniej Polsce, w województwie zachodniopomorskim w granicach administracyjnych Szczecina; prawy dopływ Osówki. Nazwa potoku nawiązuje do nazwy półwyspu Jasmund na wyspie Rugii.
Jasmundzka Struga wypływa z podmokłego terenu noszącego nazwę Dzicze Oko znajdującego się na wysokości ok. 80 m n.p.m., w środkowej części Parku Leśnego Arkońskiego, na szczecińskim osiedlu Osów, na Wzgórzach Warszewskich. Potok płynie dość głęboką rynną erozyjną w kierunku zachodnim, posiada jeden okresowy dopływ, strumień Krzewinę.
Uchodzi do Osówki powyżej osiedla Głębokie w Szczecinie.